# Dritte Kirchlispitze - HG
Dritte Kirchlispitze - HG är en bergstopp i Schweiz.   Den ligger i kantonen Graubünden, i den östra delen av landet, 180 km öster om huvudstaden Bern. Toppen på Dritte Kirchlispitze - HG är 2 552 meter över havet, eller 320 meter över den omgivande terrängen. Bredden vid basen är 3,2 km. Dritte Kirchlispitze - HG ingår i Rätikon.
Terrängen runt Dritte Kirchlispitze - HG är bergig åt nordväst, men åt sydost är den kuperad. Närmaste större samhälle är Klosters Serneus, 17,4 km söder om Dritte Kirchlispitze - HG. 
Trakten runt Dritte Kirchlispitze - HG består i huvudsak av gräsmarker. Runt Dritte Kirchlispitze - HG är det glesbefolkat, med 14 invånare per kvadratkilometer.